# Church Mountain
Church Mountain ou Slievegad (en irlandais : Sliabh an Chodaigh, littéralement « montagne de l'accord ») est un des sommets les plus occidentaux des montagnes de Wicklow culminant à 544 mètres d'altitude, en Irlande. À la cime se trouvent les restes d'un imposant cairn et un vieux poteau de triangulation. Il se trouve à mi-chemin entre Hollywood au nord et Donard su sud, à l'est de la route N81.